# Lakócsa
Lakócsa is een plaats (község) en gemeente in het Hongaarse comitaat Somogy. Lakócsa telt 624 inwoners (2001).